# Хайнрих I фон Изенбург-Ноймаген
Хайнрих I фон Изенбург-Ноймаген (на немски: Heinrich I von Isenburg-Neumagen; * ок. 1534 † 13 февруари 1554) е господар на Изенбург-Ноймаген и Брух на Залм.
Той е третият син на Салентин VII фон Изенбург-Ноймаген (* ок. 1470; † 1534) и съпругата му Елизабет Фогт фон Хунолщайн-Ноймаген (ок. 1475 – 1536/1538), наследничка на Ноймаген и Санкт-Йоханисберг.
Хайнрих I се жени на 4 септември 1547 г. за Антония Пенелопа ван Бредероде († 30 юни 1591). Те нямат децата:
Той е погребан в Ноймаген. Наследен е от сестра му Йоханета фон Изенбург-Ноймаген (1500 – 1563), омъжена 1522 г. за граф Вилхелм I фон Сайн-Витгенщайн (1488 – 1570), родители на Лудвиг I фон Сайн-Витгенщайн (1532 – 1605).